# La Farga d'aram de Bernich
La Farga d'aram de Bernich és una construcció industrial de Banyoles (Pla de l'Estany), catalogada com a bé cultural d'interès local.

## Història
Va ser construïda el 1685 pel Comú de la Vila de Banyoles. El 1703, va ser venuda a Miquel Bernich, i la florent manufactura del tèxtil al segle xviii va permetre un cert desenvolupament de la Farga, encara que mai va assolir nivells gaire importants. En un plànol fet per Joan Soler i Faneca el 12 de març del 1779, que es troba a l'Arxiu Comarcal de Banyoles, es representen els molins en funcionament en aquella època junt a la infraestructura de canals i recs emplaçada a la farga. A finals del segle xix, els seus hereus van ampliar l'edifici per a la fabricació de paper, malgrat que va tancar finalment a mitjan segle xx.
L'Ajuntament de Banyoles ha redactat un projecte per aquest edifici per tal de convertir-lo en el Museu de la Farga.

## Descripció
Està situada al carrer Concòrdia Aigües de l'Estany, i consta de dos cossos adossats que es disposen aprofitant el desnivell del terreny, ambdós de planta rectangular amb una coberta de teula àrab a dos vessants i amb el carener perpendicular a la façana. S'organitza en planta baixa i dos pisos superiors.
El cos oest és arrebossat, i presenta una lleugera elevació respecte de l'altre. Consta d'unes arcades a la planta baixa que creen una porxada de la qual una part és ocupada pel rec. Les obertures del primer pis es disposen a ritme regular, de mida i forma idèntica. Les de la dreta i la façana lateral s'obren per mitjà d'arcs escarsers emmarcats per una motllura dentada que destaca per sota l'arrebossat del parament. Al segon pis, les obertures són en forma d'arc escarser de petites dimensions sense emmarcar, deixant entreveure el parament original de la façana. Segueixen un ritme regular, només trencat per tres finestres situades a la banda dreta de la façana lateral.
A un nivell inferior aprofitant el pendent del terreny, el cos est es caracteritza pel seu parament de carreus pedra de mida diversa sense escairar, només polidament carreuat en els marges de les obertures dels tres nivells i a les cantonades. A la façana principal del cos, mirant vers el sud, es troba la porta d'accés a la farga, de forma rectangular, amb llinda plana monolítica i emmarcada per carreus escairats. A la seva dreta, hi ha una petita finestra rectangular, amb reixa de ferro, també de llinda plana i monolítica, emmarcada amb carreus. Al primer pis, s'obren tres finestres de diferents dimensions que comparteixen les característiques de les obertures de la planta baixa. Al segon pis, destaquen una filada de vuit finestres amb forma d'arc escarser, emmarcades amb una motllura dentada de maó, les quals es repeteixen a la façana posterior de la construcció.